# Turnhalle und Feuerwache Petersilienstraße
Die „Alte Wache“ auch Turnhalle und Feuerwache Petersilienstraße ist eine denkmalgeschützte Turnhalle und Feuerwehrhaus in der Stadt Oschersleben (Bode) in Sachsen-Anhalt.

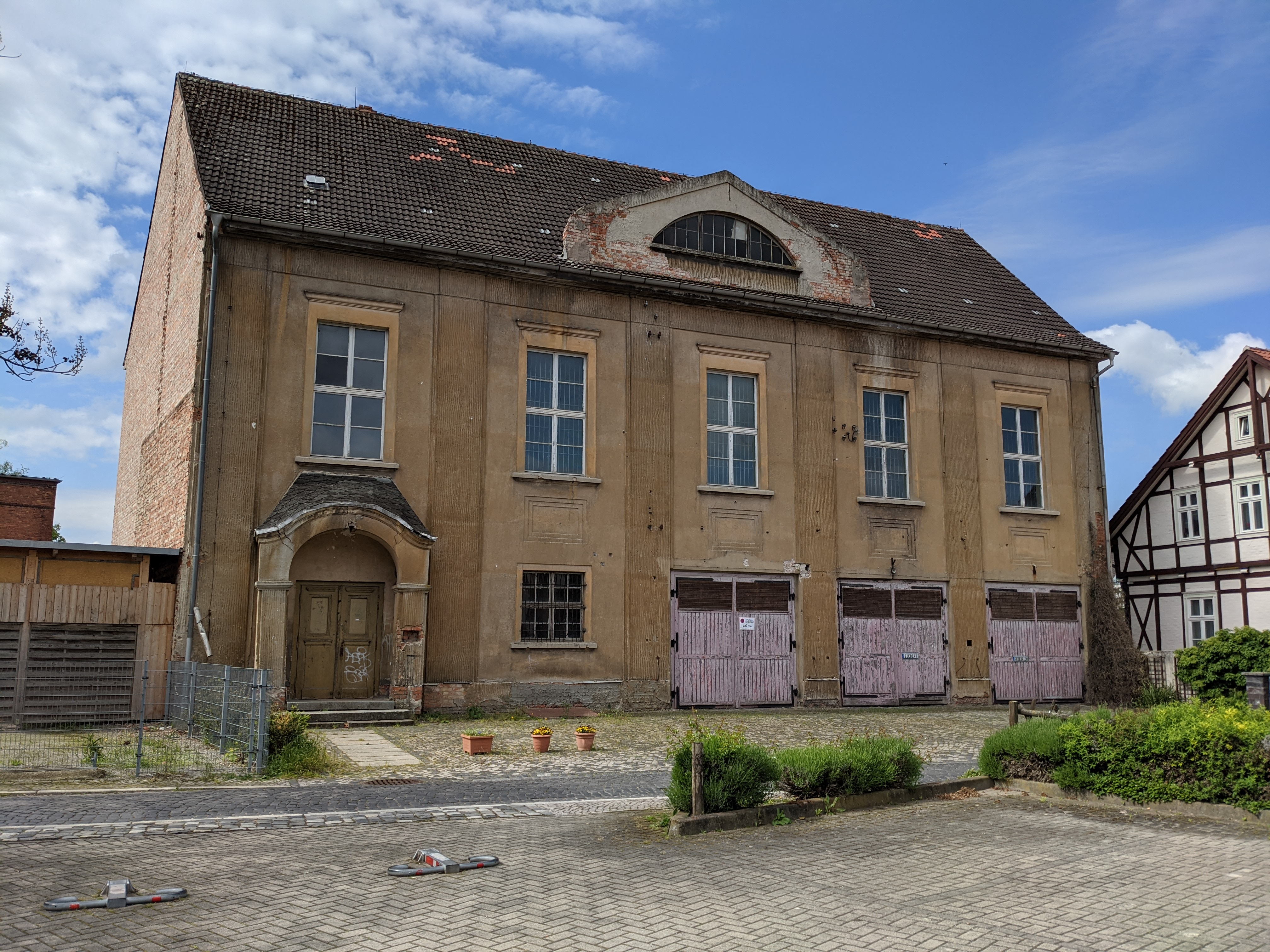
Nordseite Petersilienstraße 1

## Lage
Sie befindet sich westlich der Oschersleber Innenstadt an der Adresse Petersilienstraße 1.

## Architektur
Die Bauzeit fällt in die Jahre 1913 bis 1915.
Der verputzte Backsteinbau ist fünfachsig ausgeführt und mit einem Satteldach bedeckt. Im Erdgeschoss befinden sich die ehemaligen Umkleideräume und Aborte neben dem Brandmeisterzimmer und der Fahrzeughalle. Im 1. Obergeschoss befindet sich die eigentliche Turnhalle mit Geräteraum.
Zur Straße hin befindet sich im Dreiecksgiebel ein Rundbogenfenster, auch Zwerchhaus genannt. Zudem sind dort die drei Tore der Fahrzeughalle, die zu DDR-Zeiten neu eingesetzt wurden. Zwei weitere Tore befinden sich auf der Südseite, damit konnte in das Gebäude von beiden Seiten eingefahren werden.
Über dem Eingangsportal, Nordzugang, ist eine geschweifte Überdachung eingefügt. Auf der Hofseite, Südseite befindet sich dagegen ein eher markanter Säuleneingang. Dazu ein aus der Fassade hervortretende viergeschossige Turm, der ehemalige Schlauch- und Übungsturm. Als besonders qualitätsvoll wird der an der Turnhalle befindliche Putz eingeschätzt.

## Geschichte
Das Multifunktionsgebäude wurde als städtische Turnhalle für die benachbarte Schule, heute Gymnasium Oschersleben, sowie neue Feuerwache der Stadt (sog. Feuerwehrdepot) durch die Stadt Oschersleben (Bode) errichtet. Federführender Architekt war Stadtbaumeister Harbort.
Die Schule an der Lindenstraße, damals noch Realschule und nur aus dem straßenseitigen Gebäuderiegel bestehend, besaß keine eigene Turnhalle. Für den Turnunterricht wurde damals die Turnhalle der heutigen Puschkinschule genutzt. Um den Weg dorthin zu sparen, erschien es als dringend, dass eine Turnhalle und ein Turnplatz in unmittelbarer Nähe errichtet werden. Das leer stehende und damals ruhig gelegene Grundstück zwischen Schule und Petersilienstraße erschien der richtige Ort.
Die Turnhalle sollte dabei sowohl der Real- als auch der Volksschule zur Verfügung stehen, der Turnplatz angegliedert und zusätzlich noch eine Hausmeisterwohnung errichtet werden, die sich damals in der Lindenstraße 5 befand. Der Flügelbau sollte einfach eingerichtet werden und der Keller unter der Turnhalle mit genutzt werden.

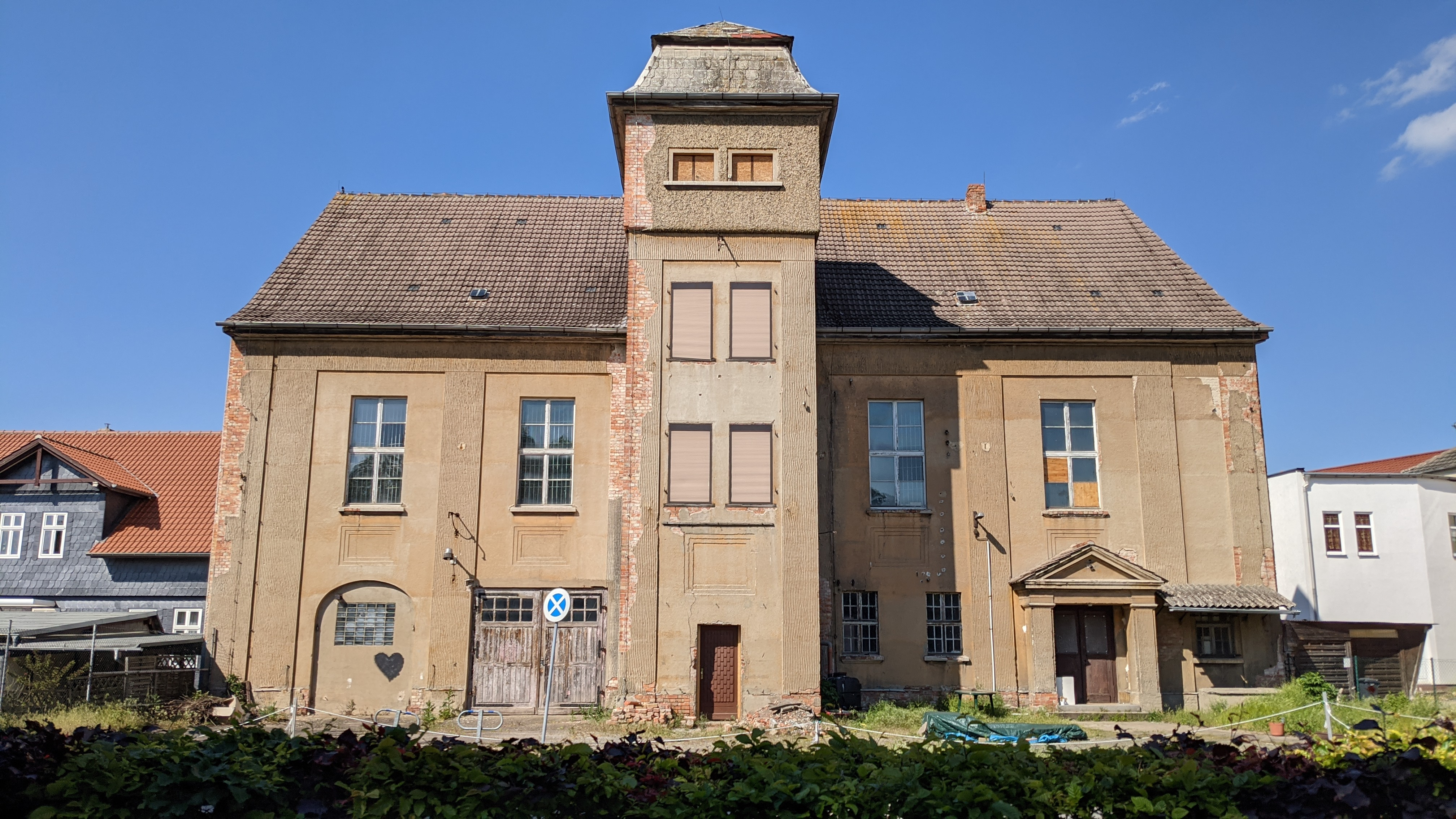
Südseite Petersilienstraße 1

Die Umkleideräume wurden im Erdgeschoss angeordnet, damit möglichst wenig Staub ins Gebäude getragen wird.
Des Weiteren wurde ein Raum für den Turnlehrer angelegt, sowie für Toiletten, die nach Herstellung des Wasseranschlusses fertig gestellt wurden.
Die Turnhalle selbst wurde im Obergeschoss gebaut, mit Kieferparkett ausgelegt, eine Lüftung ins Dach und zum Dachreiter installiert und ein Geräteraum mit neuesten Turngeräten bereitgestellt. Für den Turnplatz sollten aus praktischen Gründen gesonderte Geräte angeschafft werden. Der Turnplatz wurde gekiest.
Zum Beginn des 19. Jahrhunderts, ganz im Sinne der Reformbewegung, wurde dem Turnsport im Allgemeinen immer mehr Bedeutung zugemessen und immer mehr Turnhallen wurden errichtet. Auch eine Verbindung zwischen Turnhalle und Feuerwache ist nicht ungewöhnlich, konnten sich so auch die Kameraden fit halten.
Der ursprüngliche Feuerwehrschuppen befand sich an der Nikolaikirche. Als die Stadt auf dem Gebiet des Alten Dorfes wuchs, wurde ein Schuppen auf dem hiesigen Grundstück verwendet. Dieser war nun aber auch in die Jahre gekommen und wenig zulänglich. Daher sollte der Neubau der Turnhalle auch mit dem Neubau eines Feuerwehrhauses verbunden werden.
Mit Konflikten zum Sportunterricht wird nicht gerechnet, da beides zu unterschiedlichen Zeiten stattfinden soll und außerdem die Räume von Feuerwehr und Turnhalle voneinander getrennt waren.
Bis dahin war in der Stadt auch noch kein Übungsturm vorhanden. Daher sollte ein solcher auch mit errichtet werden. An der Hofseite ist genügen Platz für Aufstellung und Übung. Der Übungsturm war gleichzeitig dafür ausgelegt, dass hier die Schlauchwäsche und -trockung vorgenommen werden konnte. Dafür wurde eigens eine Heizung eingerichtet, um auch im Winter eine ausreichende Grundtemperatur zu halten, sowie ein Ablauf im Boden. Die Heizung des Turms wurde an die Zentralheizung des Gebäudes angeschlossen. Heizkessel und Kohlelager befanden sich im Keller.
Der Turm wurde in mehreren Geschossen mit Fensteröffnungen versehen, die dem in Oschersleben gängigen Höhen und Öffnungsbreiten entsprachen Die Brüstungshöhe im Innern war jedoch nur 50 cm tief und 25 cm breit, sodass die Feuerwehrleute bequem aus- und einsteigen konnten.
Der großzügige Feuerwehrschuppen im Erdgeschoss verfügte über drei Ausfahren, die selbst der Maschinenleiter eine ausreichende Durchfahrtsbreite ermöglichten. Des Weiteren gehört zur Garage auch ein Zimmer für den Brandmeister und weitere Ausrüstung. Das Brandmeisterzimmer ist im Gegensatz zu den Umkleidekabinen mit Dielen ausgelegt. Der Schuppen selbst wurde nur einfach gestaltet, mit Zementboden und geweißten Wänden.
Um mehr Platz für die Feuerwehrausfahrt zu erreichen, sollten die nordseitigen Gebäude der Petersilienstraße abgebrochen werden, auch das Eckhaus, sodass die Straße eine Breite von 10 Metern erhält. Dieser Plan wurde aber nie zu Ende geführt.
Auch mit dem Rücksprung des Gebäudes zur Straße sollte die Ausfahrt erleichtert werden.
Das Gebäude besaß nicht nur eine Zentralheizung, sondern auch einen Anschluss an das öffentliche Strom- und Wassernetz. Die Bauweise selbst entsprach der üblichen Ausführung der Zeit, also in Ziegelbauweise mit Putz, der abschließend eine Farbfassung erhielt. Nach der modernen Bautechnik auch eine Isolierung durch Pappe im Kellerbereich und rund herum als waagerechte Sperre. Ursprünglich hätten die Fundamente aus Bruchstein sein sollen, jedoch standen keine Fuhrwerke zur Verfügung, die die Anlieferung aus Kroppenstedt ermöglicht hätten. Auch wurde auf üppiges Ornament verzichtet, um Kosten zu sparen.
Wegen der Lasten und Spannweiten wurde für die Deckenkonstruktion eine Försterdecke gewählt, also ein Verbund aus Hohlsteinen mit Eisen. Der eigentliche hölzerne Dachstuhl wurde im Bereich der Turnhalle als Eisenbinder gestaltet, eine zu der Zeit sehr moderne Konstruktion. Es wurde eine Blitzschutzanlage installiert und auch insgesamt darauf geachtet, die Örtlichkeiten und die Anforderungen der Feuerwehr bestmöglich zu integrieren, z. B. aus der Straßenflucht heraus gerückt um Platz für die Feuerwehrausfahrt zu erhalten.
Das Gebäude selbst sticht nicht nur durch seine moderne Konstruktion, sondern auch durch seine Gestaltung unter den anderen Bauwerken Oscherslebens hervor. Durch seine schiere Größe und den massiven Turm ist es Ortsbildprägend. Die äußere Gestaltung der Architekturdetails ist einzigartig für die Region und entspricht der modernen und zum Teil jugendstiligen Gestaltung der Zeit. Sie hebt sich dem vorherrschendem mittelalterlichem Baubestand der Altstadt oder der gründerzeitlichen klassizistischen Majestät die die Stadt zu der Zeit prägte ab.
Die grundsätzliche Gestaltung wird bei anderen öffentlichen Gebäuden aus der Stadt aufgegriffen, beispielsweise dem Elektrizitätswerk in der Bergstraße oder dem Wasserwerk (1914), das sich zwischen Oschersleben und Hordorf befindet. Diverse Gestaltungselemente wie die für die Zeitstellung in der Region unübliche Hohlpfanne als Ziegel oder auch der weiß abgesetzten Dachkasten und die Fenster finden sich auch bei den anderen modernen Funktionsbauten wieder. Dabei steht die Feuerwache/Turnhalle am Anfang dieser neuen stilistischen Tradition und verbindet einige wenige klassizistische Elemente, wie sie Fenster des Turmes und das südliche Portal, mit Jugendstil (Nordportal und geschwungen kannelierte Lisenen). Der Bau von größeren (öffentlichen) Gebäuden kommt dann mit dem Einsetzen des Zweiten Weltkrieges kurz nach Fertigstellung von Wache und Wasserwerk zum Erliegen. Weitere Bauten in dem Stil sind nicht mehr vorzufinden.
1956 wurde das Gesetz zum Schutze gegen Brandgefahren erlassen. Dadurch wurde die Installation einer Berufsfeuerwehr notwendig und man hat Ende der 1950er Jahre einen großen Umbau, bzw. eine Modernisierung durchgeführt:
- Abbau von Dachreiter und Gauben
- Dachneudeckung mit DDR-Dachsteinen (Rot)
- Austausch der Fenster im OG
- Neuverlegung Fußboden Halle und Anstrich
- Umbau der östlichen Umkleidekabinen
- Trennwand und Durchbruch Garage
- Umbau des linken Tores Nordwand
- Installation von Technik
Die Kameraden der Berufsfeuerwehr schliefen im Gebäude und in der benachbarten Baracke. Außerdem wurde ein Durchbruch zu den Umkleideräumen geschaffen und in der nördlichen Kabine die Brandmeldezentrale eingerichtet. Aus dieser Zeit stammt der Durchgang zu den Garagen, sowie die Trennwand, die damals mit Glasscheiben versehen war. Ebenso wurde das Dach neu gedeckt, der Dachreiter entfernt und nach und nach auch die Tore verbreitert, sodass die allmählich größer werdende Feuerwehrtechnik hindurch passte.
Im Pfeiler des Portals zur Petersilienstraße klafft immer noch ein großes Loch, in welchem die Brandmelder, die in der Stadt verteilt waren, zusammen liefen. 1974–1976 wurde dann ein Neubau in der Rosa-Luxemburg-Straße, bzw. der Hornhäuser Straße errichtet, in welchen die Feuerwehr dann einzog. Das Gebäude in der Petersilienstraße wurde nun mehr nur als Lager oder zu einzelnen Übungen genutzt. Die unteren Räume wurden dann wieder zu Umkleidekabinen und Toiletten umgebaut.
Als Anfang der 1990er Jahre die Dreifelderhalle im Bruch errichtet wurde, wurde auch die Turnhalle in der Petersilienstraße nach und nach aufgegeben. Sie ist dadurch bis heute in nahezu vollständigem bauzeitlichem Bestand erhalten, inklusive einiger historischer Turngeräte.